# West Covina
West Covina és una ciutat dels Estats Units a l'estat de Califòrnia. Segons el cens del January 1, 2008 tenia 112.666 habitants.

## Demografia
Segons el cens del 2000, West Covina tenia 105.080 habitants, 31.411 habitatges, i 25.254 famílies. La densitat de població era de 2.518,4 habitants/km².
Dels 31.411 habitatges en un 41,9% hi vivien nens de menys de 18 anys, en un 58,2% hi vivien parelles casades, en un 15,8% dones solteres, i en un 19,6% no eren unitats familiars. En el 14,8% dels habitatges hi vivien persones soles el 6% de les quals corresponia a persones de 65 anys o més que vivien soles. El nombre mitjà de persones vivint en cada habitatge era de 3,32 i el nombre mitjà de persones que vivien en cada família era de 3,67.
Per edats la població es repartia de la següent manera: un 28,5% tenia menys de 18 anys, un 10% entre 18 i 24, un 30,5% entre 25 i 44, un 20,6% de 45 a 60 i un 10,4% 65 anys o més.
L'edat mediana era de 33 anys. Per cada 100 dones de 18 o més anys hi havia 90,2 homes.
La renda mediana per habitatge era de 53.002 $ i la renda mediana per família de 57.614 $. Els homes tenien una renda mediana de 38.160 $ mentre que les dones 31.138 $. La renda per capita de la població era de 19.342 $. Entorn del 6,8% de les famílies i el 9% de la població estaven per davall del llindar de pobresa.

## Poblacions més properes
El següent diagrama mostra les poblacions més properes.

## Personalitats
- Tim Robbins. Actor, guionista, director de cinema, productor de cinema, activista i músic.